# Josef Niebecker
Josef Niebecker (* 5. November 1954 in Wanne-Eickel) ist ein Brigadegeneral a. D. des Heeres der Bundeswehr. Er war in seiner letzten Verwendung von 1. Oktober 2012 bis 1. Dezember 2016 Abteilungsleiter Planung im Kommando Heer.

## Leben
Josef Niebecker, Sohn eines Bergmanns, trat 1974 in die Bundeswehr ein und wurde zum Offizier der Panzertruppe ausgebildet. Von 1977 bis 1982 diente er beim Panzerbataillon 124 in Kümmersbruck (u. a. als Zugführer). 1982 wurde er Kompaniechef der 4. PzBtl 144 in Stadtallendorf/Hessen. 1984 Jugendoffizier in der 12. Panzerdivision in Veitshöchheim. Von 1986 bis 1988 erfolgte seine Generalstabsausbildung an der Führungsakademie der Bundeswehr in Hamburg, zudem von 1990 bis 1991 die belgische Generalstabsausbildung sowie Verwendungen am Zentrum für Verifikationsaufgaben der Bundeswehr und eine internationale Verwendung in Genf (Institute Universitaire des Hautes Etudes International). Dazwischen war er G2 in der 11. Panzergrenadierdivision in Oldenburg (1988–1990).
1994–1996 diente Niebecker als Kommandeur des Panzerbataillons 203 in Hemer. Es folgten Tätigkeiten als Referent im Führungsstab der Streitkräfte (Fü S III 1) im Bundesministerium der Verteidigung in Bonn von 1996 bis 1998, anschließend als G3 im Wehrbereichskommando V/10. Panzerdivision in Sigmaringen. Von 2000 bis 2004 war er Gruppenleiter 23 im Bundeskanzleramt.
Niebecker kommandierte von 2004 bis 2007 die Panzergrenadierbrigade 41 in Torgelow, danach war er als Verteidigungsattaché an der deutschen Botschaft in Moskau eingesetzt. Im Januar 2012 wurde er zur Vorbereitung auf seine nächste Verwendung zum Standortkommando Berlin versetzt. Diese trat er dann zum 1. Oktober 2012 als Abteilungsleiter Planung im Kommando Heer an. Zum 1. Dezember 2016 übergab er diesen Dienstposten an Oberst Peter Mirow und wurde in den Ruhestand versetzt.